# Cairate
Cairate is een gemeente in de Italiaanse provincie Varese (regio Lombardije) en telt 7570 inwoners (31-12-2004). De oppervlakte bedraagt 11,3 km², de bevolkingsdichtheid is 664 inwoners per km².

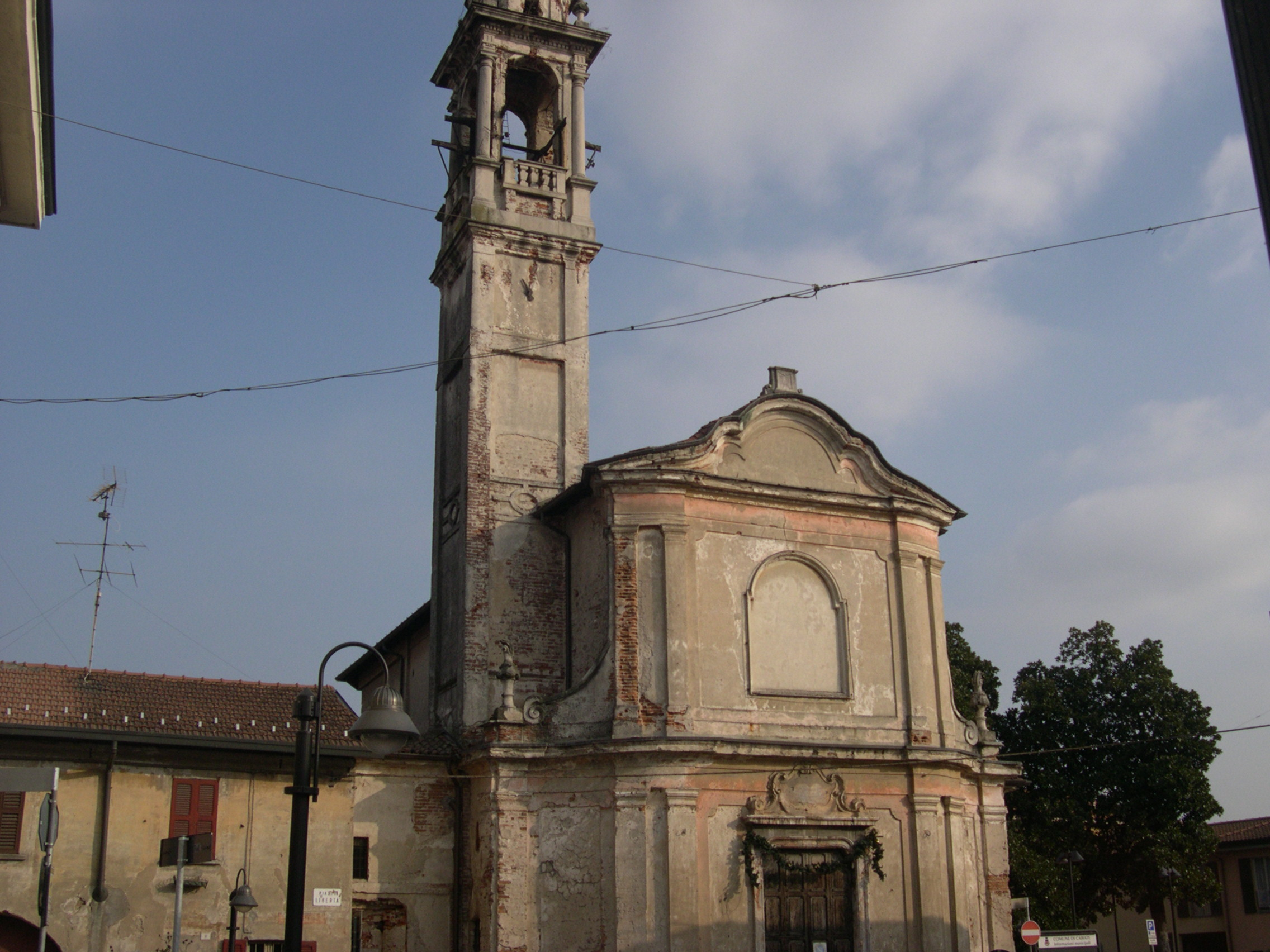
Kerk Sant'Ambrogio
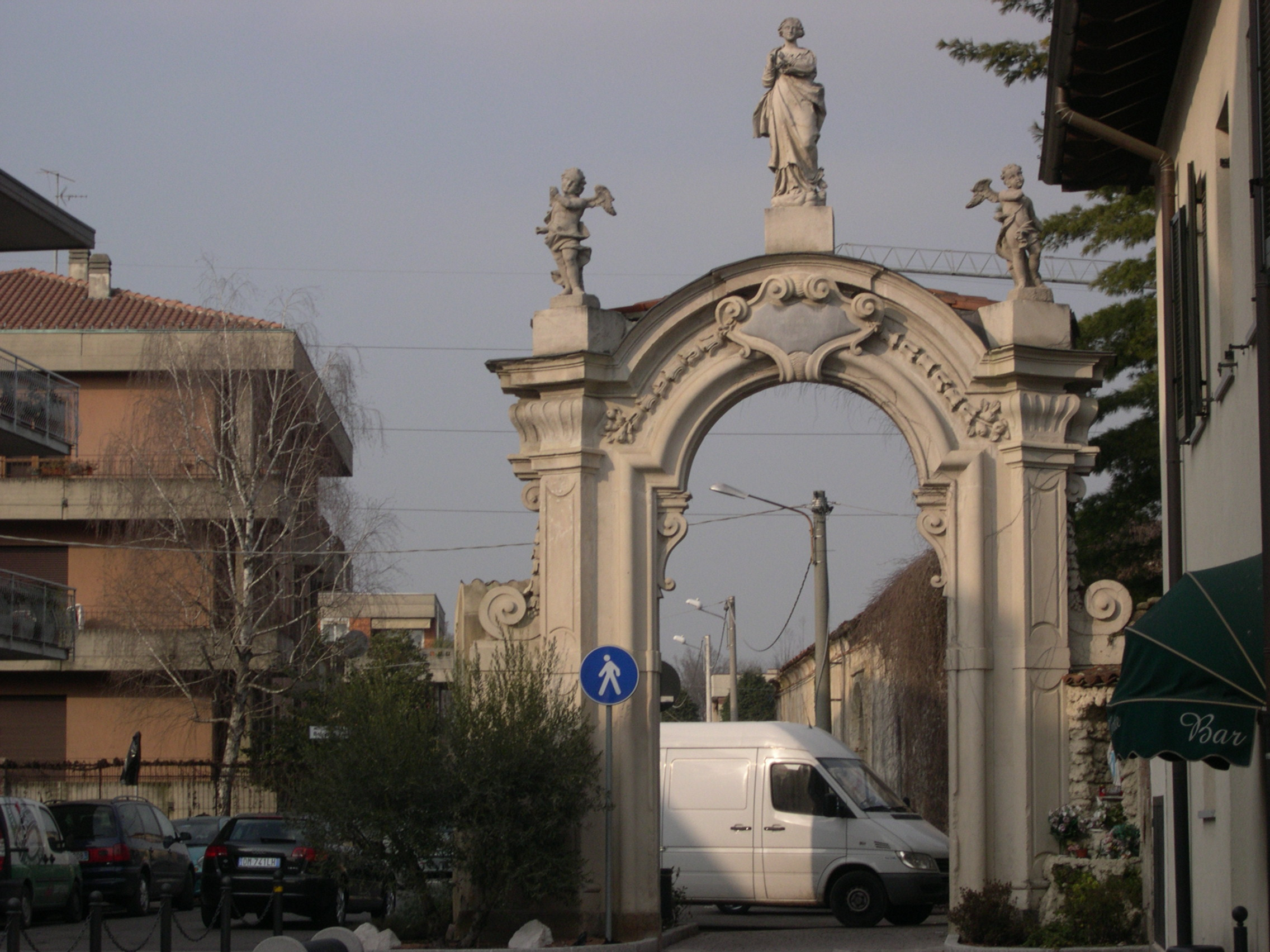
Boog bij het klooster
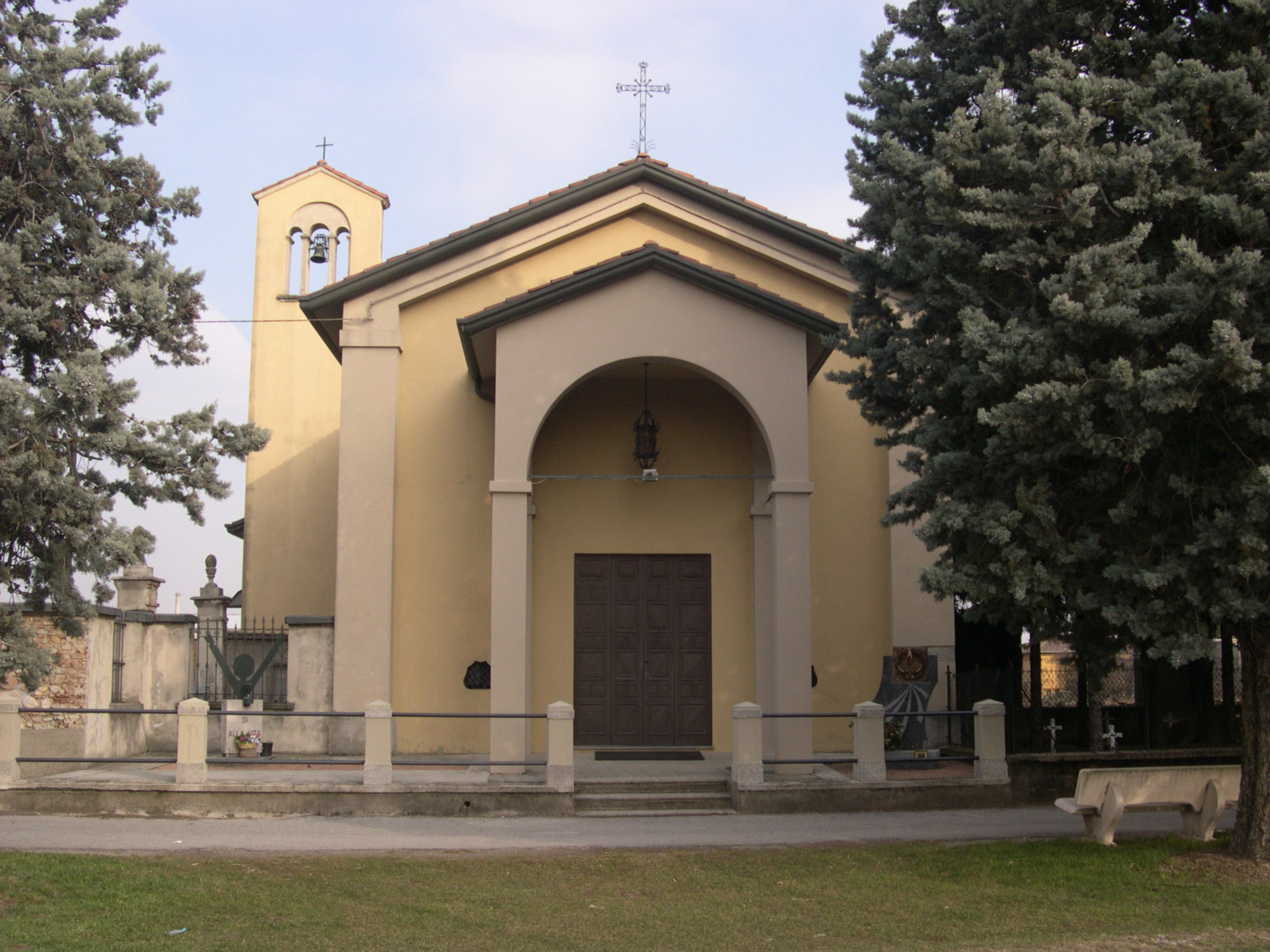
Kerk San Martino

## Demografie
Cairate telt ongeveer 2910 huishoudens. Het aantal inwoners steeg in de periode 1991-2001 met 4,8% volgens cijfers uit de tienjaarlijkse volkstellingen van ISTAT.
| Jaar | Inwoneraantal |
| ---- | ------------- |
| 1991 | 6969          |
| 2001 | 7301          |

## Geografie
Cairate grenst aan de volgende gemeenten: Carnago, Cassano Magnago, Castelseprio, Fagnano Olona, Locate Varesino (CO), Lonate Ceppino, Tradate.